# Mosnac (Charente)
Mosnac – miejscowość i gmina we Francji, w regionie Nowa Akwitania, w departamencie Charente.
Według danych na rok 1990 gminę zamieszkiwało 361 osób, a gęstość zaludnienia wynosiła 57 osób/km² (wśród 1467 gmin regionu Poitou-Charentes Mosnac plasuje się na 661. miejscu pod względem liczby ludności, natomiast pod względem powierzchni na miejscu 1019.).